# Heart of Gold
«Heart of Gold» es una canción del músico canadiense Neil Young, publicada en su álbum Harvest en 1972. Ha sido el único sencillo de Young en alcanzar el número uno en los Estados Unidos. La revista Rolling Stone la colocó en el puesto número 297 en su lista de las 500 mejores canciones de todos los tiempos. James Taylor y Linda Ronstadt aparecen como invitados especiales cantando los coros.
Esta canción pertenece a una serie de temas acústicos compuestos por Young debido a una lesión de espalda que le impedía mantenerse en pie durante largos periodos de tiempo. Como resultado de estos dolores, Young dejó de lado la guitarra eléctrica y se centró en la acústica, que podía tocar mientras estaba sentado.
"Heart of Gold" fue grabada en 1971 en los estudios Quadrafonic de Nashville, Tennessee, en las primeras sesiones de grabación de Harvest. En esa época James Taylor y Linda Ronstadt se encontraban en Nashville para colaborar en el programa de televisión de Johnny Cash, y el productor Elliot Mazer consiguió convencerles para grabar con Young. Originalmente, "Heart of Gold" iba a hacer de transición tras "A Man Needs a Maid" e iba a ser tocada al piano, y así fue interpretada en los primeros conciertos en solitario de Young en 1971, pero abandonó este instrumento en favor de la guitarra antes de incluirla en el disco.
En referencia a esta canción, Neil Young escribió en el libreto del recopilatorio Decade: "Esta canción me puso en el centro de la carretera. Viajar por ahí pronto se convirtió en un aburrimiento así que me dirigí a la cuneta. Fue un viaje más duro pero vi a gente más interesante ahí". 
En 1985, Bob Dylan admitió que siempre odió esta canción a pesar de gustarle Neil Young: "La única vez que me molestó que alguien sonara como yo fue cuando estaba viviendo en Phoenix, Arizona, hacia el '72 y la gran canción en esa época era 'Heart of Gold'. Odiaba que la pusieran en la radio. Siempré me gustó Neil Young, pero me molestaba cada vez que escuchaba 'Heart of Gold'. Creo que estuvo de número uno durante bastante tiempo, y dije: 'Joder, ese soy yo. Si suena como yo, también debería estar yo'".

## Posiciones en listas
| Lista (1972)                | Posición más alta |
| --------------------------- | ----------------- |
| Billboard Hot 100 (EE. UU.) | 1                 |
| RPM Top Singles (Canadá)    | 1                 |
| Noruega                     | 4                 |
| Países Bajos                | 8                 |
| Reino Unido                 | 10                |